# Prix Archinovo
 (octobre 2018).
Le Prix Archinovo est un prix d’architecture consacré à la maison contemporaine en France créé en 2011 par Delphine Aboulker, architecte et directrice de l’agence Architecture de Collection. Il est soutenu par le Ministère de la Culture et de la Communication, le Pavillon de l'Arsenal et la Cité de l'architecture et du patrimoine.

## Fonctionnement[2]
Tous les deux ans, le Prix Archinovo récompense les dernières réalisations en matière d’architecture domestique en France à travers 4 distinctions :
- le Grand prix du Jury
- la Mention spéciale du Jury
- le Prix Habitat Durable
- le Prix du Public.

En 2017, le Prix Habitat Durable a été remplacé par le Trophée « Petits Projets et Extensions », du fait de la généralisation des technologies durables appliquées à la construction.

## Le jury[3]
Le jury du Prix Archinovo est composé de représentants du Ministère de la Culture et de la Communication, de la Cité de l’architecture et du patrimoine, du Pavillon de l’Arsenal, du dernier lauréat du Grand Prix national d'architecture, de spécialistes du développement durable, d'anciens lauréats Archinovo et de journalistes spécialisés :
- Agnès Vince, Directrice chargée de l’architecture, adjointe au directeur général des patrimoines du ministère de la Culture et de la Communication (2015 et 2017)
- Ann-José Arlot, Conseillère spéciale pour l’architecture et le Grand Paris auprès du ministre de la Culture et de la Communication (2011)
- Francis Rambert, Directeur de l’Institut Français d’Architecture (2011,1013, 2017)
- Alexandre Labasse, Directeur du Pavillon de l’Arsenal  (2011,1013, 2017)
- Jacques Ferrier, Architecte du Pavillon France pour l’Exposition universelle de 2010 à Shanghai (2011)
- Marc Barani, Grand prix national de l'architecture (2013)
- Frédéric Borel, Grand Prix national d'architecture  (2011)
- Franck Boutté, Ingénieur architecte spécialisé dans les domaines de la Haute qualité environnementale (HQE) (2011, 2013)
- Éric Justman, Directeur de la publication et de la rédaction d’Architecture à vivre, EXE, Ecologik (2013)
- Marie Kalt, Rédactrice en chef AD France (groupe Condénast) (2011)
- Philippe Trétiack, Journaliste et écrivain. Chroniqueur pour Beaux-Arts Magazine, collaborateur de Elle décoration, Figaro Madame, Le Monde, etc. (2015, 2017)
- Delphine Aboulker, architecte et docteure en sociologie de l'art, modératrice.

## Les lauréats du Prix Archinovo par édition

### Edition 2011[4],[5]

#### Prix du Jury
- PUIG-PUIJOL  - Maison Boulanger, Freneuse (Yvelines), 2003[6]

#### Prix Habitat Durable[7]
- PO Architectes - Maison 110 à Nantes (Loire-Atlantique), 2008

#### Prix du Public ex æquo
- Pierre Fauroux - Maison Vercors, proche Grenoble (Isère), 2003

- Wonderland Productions - Maison Noire, La Celle-Saint-Cloud (Yvelines), 2008

### Édition 2013[8],[9]

#### Prix du Jury
- Christian Pottgiesser Architectures Possibles - Maison L, Yvelines, 2011

#### Prix Habitat Durable
- Avignon-Clouet Architectes - Maison Shishiodoshi à Rezé (Loire-Atlantique), 2010

#### Mention spéciale du Jury & Prix du Public
- Moussafir Architectes - Maison Escalier à Paris, 2012

### Edition 2015[10],[11],[12],[13]

#### Prix du Jury
- Avignon-Clouet Architectes - DB House à Saint-Sébastien-sur-Loire (Loire-Atlantique), 2012

#### Mention spéciale du Jury
- RAUM Architecture - Maison de vacances à Sarzeau (Morbihan), 2013

#### Prix Habitat Durable
- ARBA Architecture - La Halle à Rouen (Seine-Maritime), 2015

#### Prix du Public 2015
- Devaux & Devaux Architectes - Maison Horizon à Vic-le-Comte (Puy-de-Dôme), 2013